# Насибулин, Альберт Идрисович
Альберт Идрисович Насибулин (укр. Альберт Ідрісович Насібулін; род. 14 мая 1969, Ташкент, Узбекская ССР) — советский и украинский тяжелоатлет, чемпион СССР (1990), многократный чемпион Украины, двукратный призёр чемпионатов Европы (1992, 1993). Мастер спорта СССР (1986), мастер спорта СССР международного класса (1989). Рекордсмен Украины в весовых категориях до 59 кг и до 64 кг.

## Биография
Альберт Насибулин родился 14 мая 1969 в Ташкенте. Начал заниматься тяжёлой атлетикой в возрасте 9 лет в детско-юношеской спортивной школе ДСО «Локомотив». В 1987 году вслед за своим тренером Асхатом Шаймардановым переехал в Харьков, где с ним также стал работать Зиновий Архангородский. В 1989 году был серебряным призёром чемпионатов Европы и мира среди юниоров.
На рубеже 1980-х и 1990-х годов входил в число ведущих советских атлетов легчайшей весовой категории, в 1990 году стал чемпионом СССР. В 1992 году в составе Объединённой команды принял участие в чемпионате Европы в Сексарде и завоевал серебряную медаль этих соревнований, уступив болгарину Ивану Иванову лишь по собственному весу. В дальнейшем выступал в составе сборной Украины, в 1993 году был бронзовым призёром чемпионата Европы в Софии (завоевав малую золотую медаль в толчке). 
В 2007 году завершил свою спортивную карьеру. В 2009—2013 годах участвовал в ветеранских соревнованиях, становился чемпионом Европы (2009) и чемпионом мира (2010, 2013) в возрастной категории до 45 лет.
Окончил Харьковский институт физической культуры (1998).

## Спортивные результаты
| Год  | Соревнование                         | Место проведения | Весовая категория | Рывок       | Толчок      | Сумма троеборья | Место |
| ---- | ------------------------------------ | ---------------- | ----------------- | ----------- | ----------- | --------------- | ----- |
| 1987 | Чемпионат Украинской ССР             | Ворошиловград    | до 52 кг          | 92,5 кг     | 120 кг      | 212,5 кг        | 3     |
| 1989 | Чемпионат мира среди юниоров         | Форт-Лодердейл   | до 56 кг          | 120 кг      | 150 кг      | 270 кг          | 2     |
| 1989 | Чемпионат Европы среди юниоров       | Сараево          | до 56 кг          | 112,5 кг    | 142,5 кг    | 255 кг          | 2     |
| 1990 | Кубок Дружбы                         | Тбилиси          | до 60 кг          | 120 кг      | 147,5 кг    | 267,5 кг        | в/к   |
| 1990 | Чемпионат СССР                       | Липецк           | до 56 кг          | 120 кг      | 150 кг      | 270 кг          | 1     |
| 1991 | Кубок Дружбы                         | Орёл             | до 60 кг          | 125 кг      | 157,5 кг    | 282,5 кг        | ?     |
| 1991 | Чемпионат Украинской ССР             | Луцк             | до 60 кг          | 120 кг      | 152,5 кг    | 272,5 кг        | 2     |
| 1991 | Чемпионат СССР                       | Донецк           | до 56 кг          | 120 кг      | 145 кг      | 265 кг          | 3     |
| 1992 | Кубок Дружбы                         | Харьков          | до 56 кг          | 115 кг      | 152,5 кг    | 267,5 кг        | 1     |
| 1992 | Чемпионат СНГ                        | Санкт-Петербург  | до 56 кг          | 112,5 кг    | 147,5 кг    | 260 кг          | 3     |
| 1992 | Чемпионат Европы                     | Сексард          | до 56 кг          | 117,5 кг    | 155 кг      | 272,5 кг        | 2     |
| 1993 | Чемпионат Европы                     | София            | до 59 кг          | 122,5 кг NR | 160 кг NR   | 282,5 кг NR     | 3     |
| 1993 | Чемпионат Украины                    | Винница          | до 59 кг          | 120 кг      | 155 кг      | 275 кг          | 1     |
| 1994 | Чемпионат Украины                    | Одесса           | до 64 кг          | 130 кг      | 165 кг      | 295 кг          | 1     |
| 1995 | Чемпионат Европы                     | Варшава          | до 64 кг          | 130 кг      | 160 кг      | 290 кг          | 8     |
| 1995 | Спартакиада Украины                  | Винница          | до 64 кг          | 135 кг NR   | 167,5 кг NR | 302,5 кг NR     | 1     |
| 1996 | Чемпионат Европы                     | Ставангер        | до 64 кг          | 130 кг      | 162,5 кг    | 292,5 кг        | 8     |
| 1996 | Чемпионат Украины                    | Луцк             | до 64 кг          | 135 кг      | 162,5 кг    | 297,5 кг        | 1     |
| 1997 | Чемпионат Украины                    | Луганск          | до 64 кг          | 127,5 кг    | 155 кг      | 282,5 кг        | 1     |
| 1998 | Чемпионат Украины                    | Донецк           | до 62 кг          | 130 кг      | 155 кг      | 285 кг          | 1     |
| 1999 | Всеукраинские летние спортивные игры | Донецк           | до 62 кг          | 127,5 кг    | 157,5 кг    | 285 кг          | 2     |
| 2007 | Всеукраинские летние спортивные игры | Николаев         | до 56 кг          | 96 кг       | 116 кг      | 212 кг          | 2     |